# Antonsthal
Antonsthal ist ein Ortsteil von Breitenbrunn/Erzgeb. im Erzgebirgskreis des Freistaates Sachsen. Er liegt an der Einmündung des Halsbaches in das Schwarzwasser.

## Geschichte

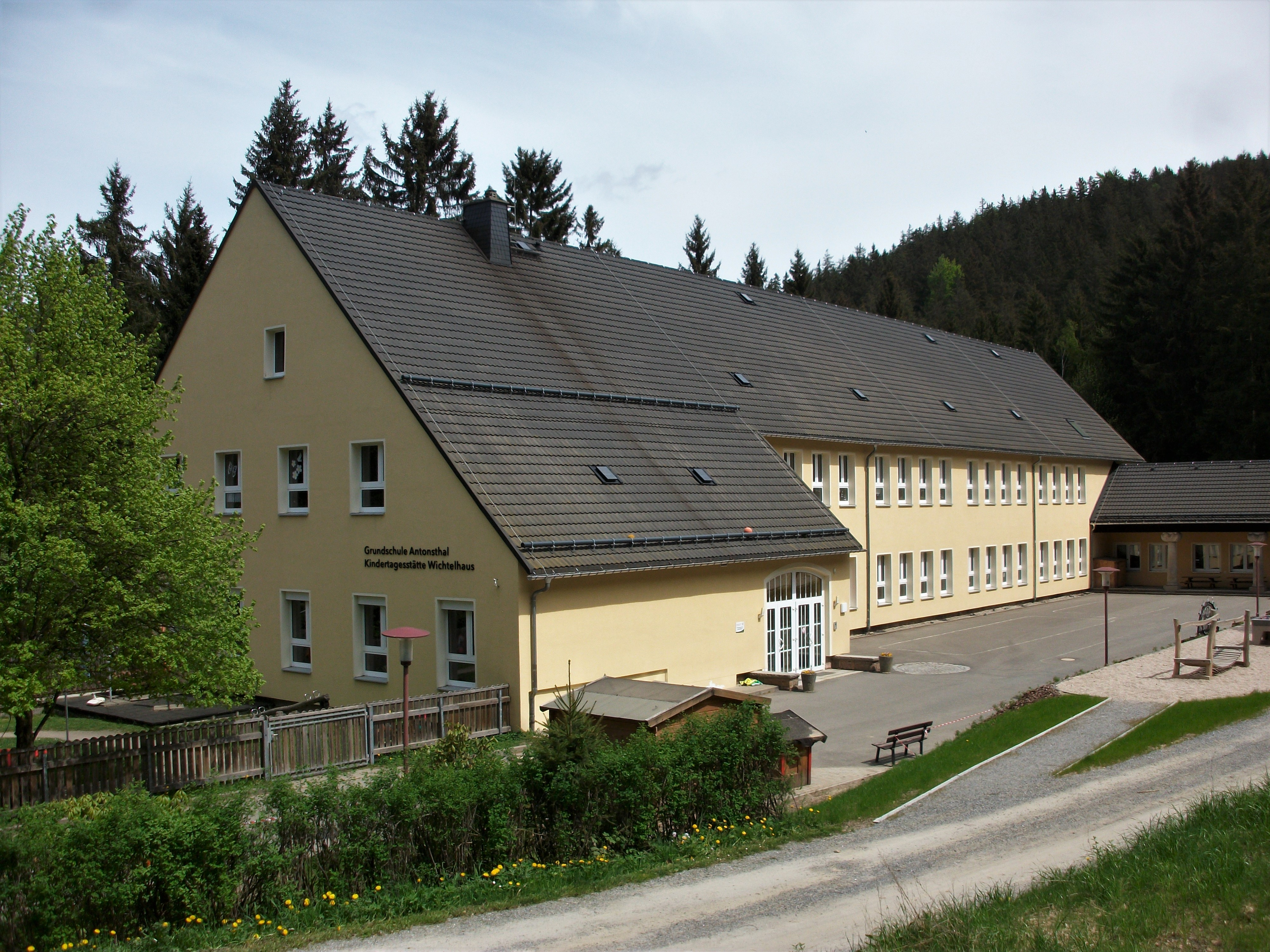
Grundschule Antonsthal

Die Siedlung Antonsthal entstand um die 1828 südlich der Stadt Schwarzenberg/Erzgeb. zur Erzverhüttung errichtete Antonshütte am Schwarzwasser. Der Bau der Hütte geht auf eine Initiative des Oberberghauptmanns August von Herder zurück, der mit der Erschließung eigener Erzvorkommen der restriktiven Zollpolitik von Preußen entkommen wollte. In kurzer Zeit entstanden ein Erzhaus, eine Schmelzhütte, ein Huthaus sowie kleine Wohnhäuser für die Bergarbeiter und ihre Familien. Die offizielle Einweihung der Hütte erfolgte am 4. Juli 1831 durch Herder in Gegenwart hoher Bergbeamter, von Hüttenleuten und zahlreichen Einwohnern und Schaulustigen. Hütte und Ort erhielten den Namen des sächsischen Königs Anton. Der kleine Ort erfuhr durch die Hütte und die wachsende Einwohnerzahl einen leichten wirtschaftlichen Aufschwung, der jedoch durch den baldigen Mangel an Bleierzen abgebremst wurde. Die Hüttenarbeiter zogen nun größtenteils nach Freiberg. Die Technik der ehemaligen Schmelzhütte wurde nach Freiberg verbracht, wo sie später im Bergbaumuseum ihren Platz fand.
Die Schmelzhütte wurde schließlich an den Papierfabrikanten Ferdinand Weidenmüller verkauft. Dieser ließ neue Fabrikgebäude auf dem Gelände errichten, eine Turbine installieren und begann 1868 mit der Papierherstellung durch Holzschliff. Bauliche Erweiterungen und der Anschluss an die neue Eisenbahnlinie 1884 führten zu einem steten Ausbau der Papier- und Kartonagenfabrikation. Zusätzlich entstanden fabrikeigene Wohngebäude. Die Anlage entwickelte sich zur größten Papierfabrik im Westerzgebirge.
Am 6. Juli 1931 führte das schwere Hochwasser in Sachsen im Schwarzwassertal zu schweren Zerstörungen, von denen auch Antonsthal betroffen war.
Zu Beginn des 20. Jahrhunderts wurde der Sohn des Fabrikanten Viktor Weidenmüller Eigentümer der Anlage. Er finanzierte mit den Gewinnen während der Weimarer Republik den Bau der Polizeikaserne in Aue und auch die ersten Einsätze von SA-Einheiten. Sozialdemokraten und Kommunisten aus seiner Fabrik wurden entlassen. In den letzten Monaten des Zweiten Weltkrieges wurde die Papierfabrik in einen Rüstungsbetrieb umgestellt.
Im Dezember 1945 begannen noch vorhandene Facharbeiter mit der Wiederaufnahme der Papierproduktion, vor allem wurde Zeitungs- und Tiefdruckpapier hergestellt. Die neue Ortsverwaltung hatte dem langjährigen Papierarbeiter Ernst Beck die Leitung übertragen. Er konnte in der DDR-Zeit neben der Sicherung der Papierlieferungen auch neue Sozialbauten wie ein Kulturhaus, eine Sanitätsstelle oder eine Bibliothek verwirklichen. Bald wurden modernste Papiermaschinen installiert, die auch Spinnpapier für Bindegarn, Packpapier und Webgarn herstellen konnten. Zwischen 1950 und 1966 erfolgte fast eine Verdoppelung der Gesamtleistung. Das Werk verarbeitete täglich bis zu 500 Bäume, die bald aus der Sowjetunion importiert werden mussten, darüber hinaus 100 Tonnen Braunkohlenkoks, Zellstoff, Kaolin, Harzleim und Natriumsulfit-Lauge. Das hier hergestellte Druckpapier diente u. a. für die SED-Zeitung Neues Deutschland in Berlin, es ging aber auch an den Graphischen Großbetrieb nach Pößneck. Ende der 1960er-Jahre wurde der größte Teil des Papiers jedoch in das nichtsozialistische Wirtschaftsgebiet exportiert.
Nach 1990 musste die Papierproduktion eingestellt werden. Das Gelände, die Fabrikhallen und Verwaltungsgebäude wurden verkauft. Auf dem Gelände befinden sich nun unter anderem eine Firma für Werbung und Objekteinrichtung sowie im ehemaligen Versandgebäude ein Gießereimodellbau.
Antonshöhe entstand planmäßig in Zusammenhang mit dem Uranbergbau der SDAG Wismut in den Jahren von 1950 bis 1952 durch Rodung mitten im Wald. Etwas abseits im Wald entstand ein Nachtsanatorium. An einem zentralen Platz wurde ein Kulturhaus errichtet, das inzwischen wieder abgerissen wurde. Nach Einstellung des Bergbaus dienten die meisten Gebäude als Ferienheime verschiedener Betriebe und als Wohnhäuser.
Zunächst war Antonshöhe ein Ortsteil von Breitenbrunn. Am 1. November 1952 wurde dieser Ort zusammen mit dem Ortsteil Antonsthal der Gemeinde Bermsgrün zu einer neuen Gemeinde Antonsthal zusammengeschlossen. Am 1. Juli 1998 verlor Antonsthal die Selbstständigkeit und wurde nach Breitenbrunn eingemeindet.

## Sehenswürdigkeiten

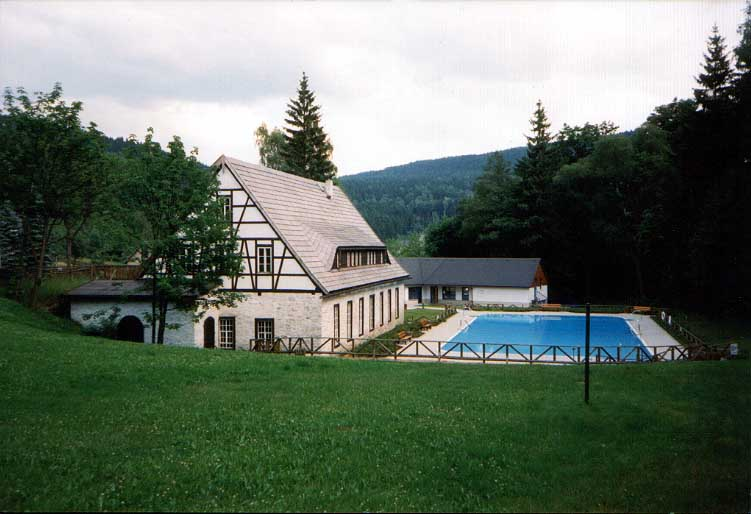
Silberwäsche mit Freibad

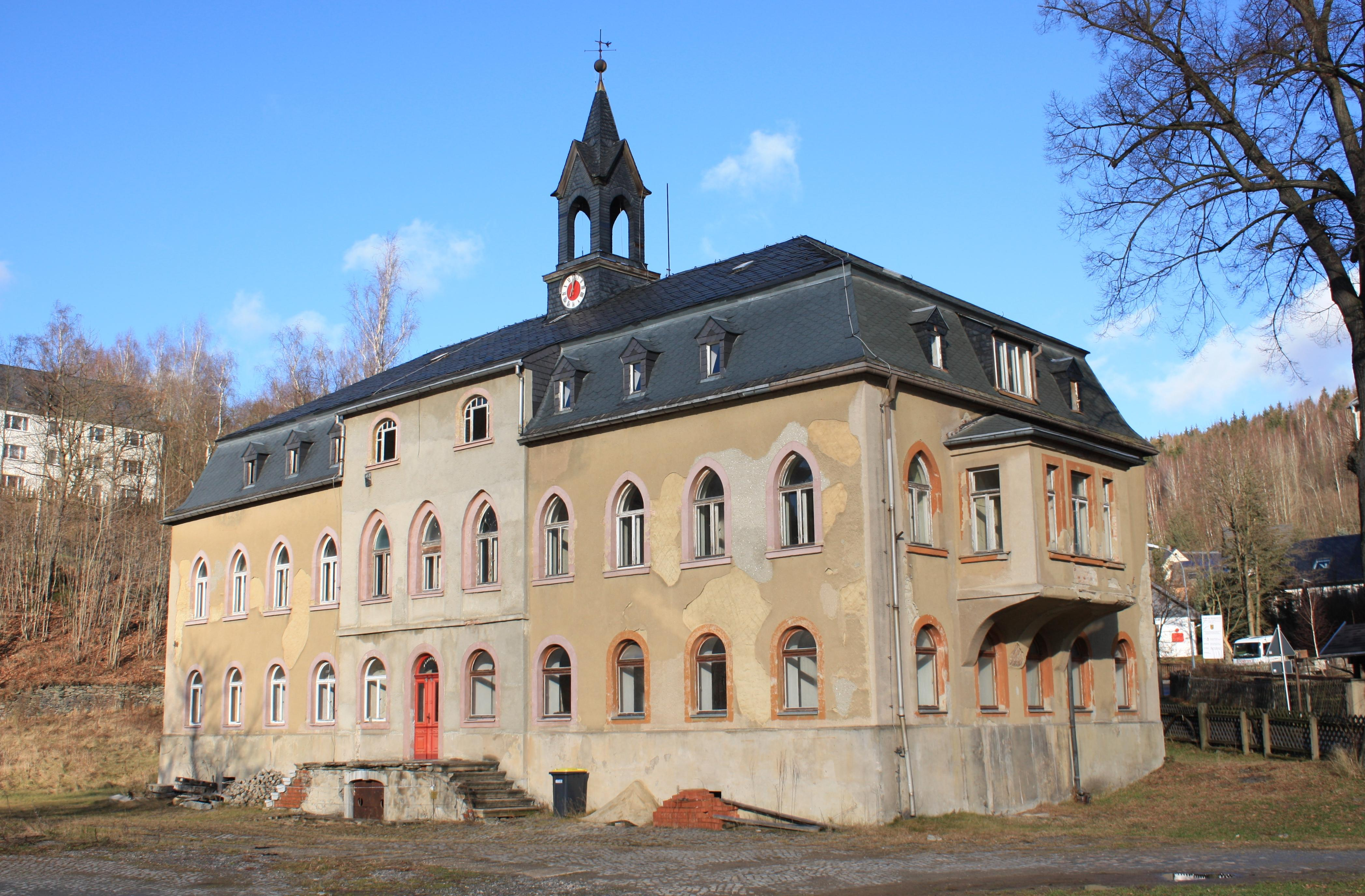
Herrenhaus der Antonshütte

- Technisches Museum Silberwäsche Antonsthal: Die Silberwäsche Antonsthal wurde 1828 als Pochwäsche zur Verarbeitung der in der Grube Unverhofft Glück an der Achte geförderten Erze erbaut. Bereits in den 1960er Jahren wurde unter Leitung von Denkmalschützern eine technische Schauanlage eingerichtet. Gezeigt wird ein mit Wasserkraft getriebenes Pochwerk und Langstoßherde, die zur Aufbereitung der Erze dienten.
- Herrenhaus der König-Antons-Silber-Schmelz-Hütte (Antonshütte)

## Gedenkstätten
- Gedenkstein vor dem Gemeindeamt für den Holzschäler der Papierfabrik und Kommunisten Franz Dziebko, der am 29. Januar 1936 an den Folgen von Misshandlungen durch SA- und SS-Männer in Bermsgrün bzw. Zwickau-Osterstein starb. Nach ihm wurden die Antonsthaler Papierfabrik (VEB Papierfabrik Antonsthal „Franz Dziebko“) und eine Straße in Breitenbrunn (Franz-Dziebko-Straße) benannt.

## Verkehr

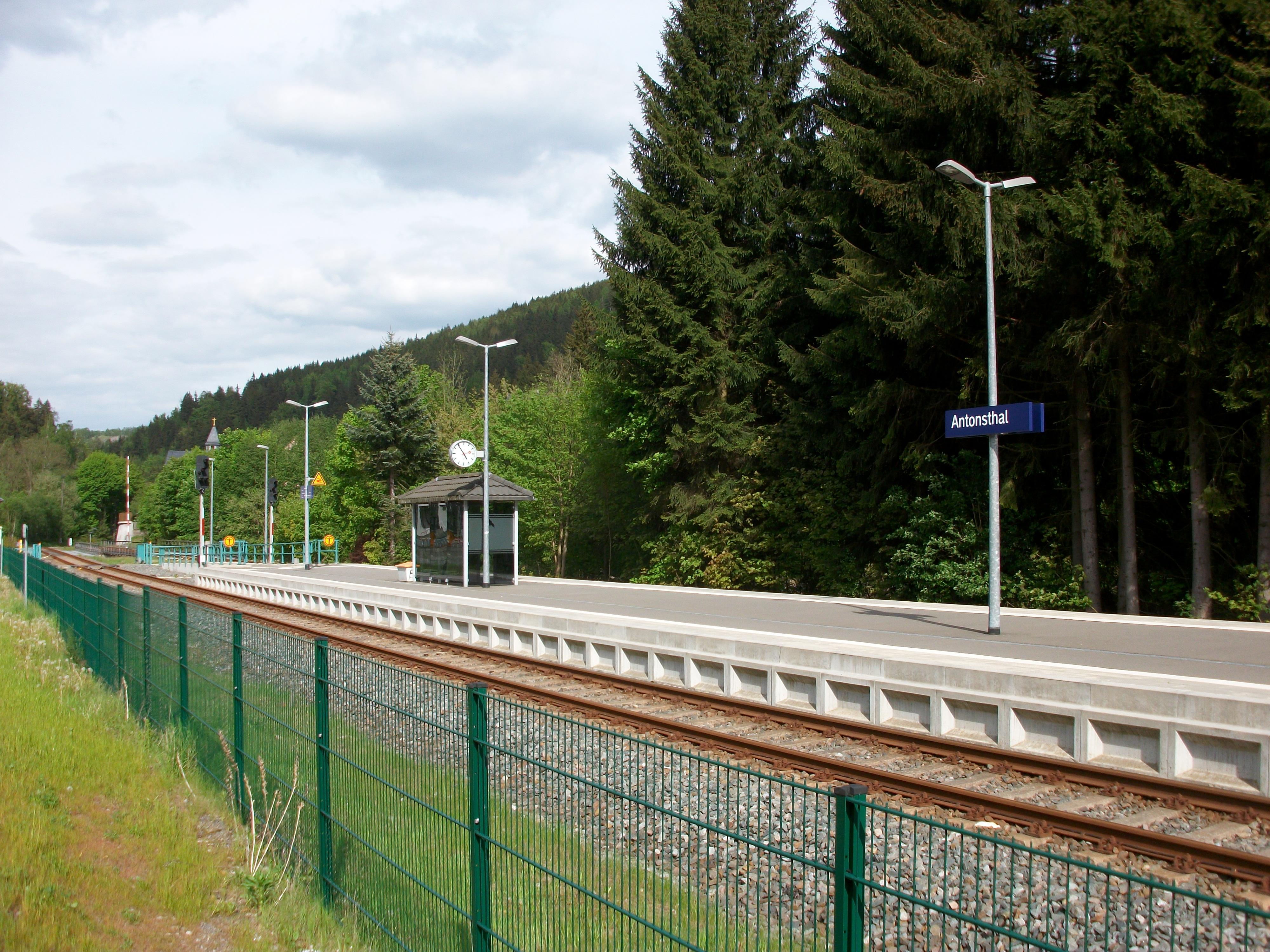
Bahnhof Antonsthal (2016)

Antonsthal liegt an der Bahnstrecke Johanngeorgenstadt–Schwarzenberg.

## Persönlichkeiten
- Franz Eduard Weidenmüller (1819–1892)[4], Spinnereibesitzer, kaufte 1865 die Anlagen der stillgelegten Antonshütte in Antonsthal und baute sie zu einer Holzschleiferei, später Papierfabrik um und gründete am einstigen Standort des Bergwerks in Dreiwerden die große „Papierfabrik F. E. Weidenmüller“[5]
- Martin Schwab (1923–2001), Erziehungswissenschaftler und Hochschullehrer
- Alexander Rauchfuss (* 1949), HNO-Arzt